# Wiener Blockflöten Ensemble
Il Wiener Blockflöten Ensemble è stato un ensemble musicale austriaco di flauti dolci.

## Il gruppo
Il gruppo venne costituito a Vienna nel 1972 dal flautista Hans Maria Kneihs. L'ensemble si dedicò all'esecuzione di un repertorio di musica rinascimentale, utilizzando strumenti con la tonalità impiegata in quell'epoca (con diapason 460 Hrz) .
Nel corso della loro attività, durata fino al 1985 quando il gruppo venne sciolto, l'ensemble si è dedicato anche all'esecuzione di musica moderna e contemporanea. Fra i compositori che scrissero musica per loro figura anche Luciano Berio.

## Discografia
Fra le loro incisioni discografiche si ricorda:
- 1977 - Blockflötenmusik der Renaissance. Deutschland, con Kurt Equiluz, tenore (Teldec, 6.42182)
- 1977 - Blockflötenmusik der Renaissance. Italien (Teldec, 6.42033)
- 1979 - Blockflötenmusik der Renaissance. England (Teldec, 6.42356)
- 1981 - Renaissance recorder music from the Netherlands (Musical Heritage Society, 7191Y)